# Macedonia del Norte en el Festival de la Canción de Eurovisión Junior
Macedonia del Norte —hasta 2018 concursó como Antigua República Yugoslava de Macedonia— fue uno de los países fundadores que debutó en el I Festival de Eurovisión Junior en 2003.
Su puntuación media hasta 2024 es de 61,63 puntos.

## Participación
Macedonia del Norte ha participado en todas las ediciones del Eurovisión Junior exceptuando las de 2012, 2014 y 2020.
De las quince ediciones en las que ha participado en este festival, tan solo ha quedado entre los cinco primeros puestos dos veces y el puesto donde suele terminar en el festival es el 12°, ocupado nueve veces en su historia y que fue superado en 2019 entrando en el top 10, siendo su última vez en el 2008.
| 2003                 | Copenhague  | Marija & Viktorija                     | «Ti ne me poznavaš»      | 12 | 19  |
| 2004                 | Lillehammer | Martina Smiljanovska                   | «Zabava»                 | 7  | 64  |
| 2005                 | Hasselt     | Denis Dimoski                          | «Rodendeski baknez»      | 8  | 68  |
| 2006                 | Bucarest    | Zana Aliu                              | «Vljubena»               | 15 | 14  |
| 2007                 | Rótterdam   | Dimitar Stojmenovski & Rosica Kulakova | «Ding ding dong»         | 5  | 111 |
| 2008                 | Limassol    | Bobi Andonov                           | «Prati mi SMS»           | 5  | 93  |
| 2009                 | Kiev        | Sara Markovska                         | Za ljubovta              | 12 | 19  |
| 2010                 | Minsk       | Anja Veterova                          | «Eooo, Eooo»             | 12 | 26  |
| 2011                 | Ereván      | Dorijan Dlaka                          | «Zhimi ovoj frak»        | 12 | 31  |
| No participó en 2012 |             |                                        |                          |    |     |
| 2013                 | Kiev        | Barbara Popović                        | Ohrid i muzika           | 12 | 19  |
| No participó en 2014 |             |                                        |                          |    |     |
| 2015                 | Sofía       | Ivana Petkovska & Magdalena Aleksovska | «Pletenka»               | 17 | 26  |
| 2016                 | La Valeta   | Martija Stanojković                    | «Love will Lead our Way» | 12 | 41  |
| 2017                 | Tiflis      | Mina Blažev                            | «Dancing through life»   | 12 | 69  |
| 2018                 | Minsk       | Marija Spasovska                       | «Doma»                   | 12 | 99  |
| 2019                 | Gliwice     | Mila Moskov                            | «Fire»                   | 6  | 150 |
| No participó en 2020 |             |                                        |                          |    |     |
| 2021                 | París       | Dajte Muzika                           | «Green Forces»           | 9  | 114 |
| 2022                 | Ereván      | Lara ft. Jovan & Irina                 | «Životot E Pred Mene»    | 14 | 54  |
| 2023                 | Niza        | Tamara Grujevska                       | «Kaẑi Mi, Kaẑi Mi Koj»   | 12 | 76  |
| 2024                 | Madrid      | Ana & Aleksej                          | «Marathon»               | 16 | 54  |
| 2025                 | Tiflis      | Nela Mančeska                          | -                        | -  | -   |

## Votación
Macedonia del Norte ha dado más puntos a...
| N.º | País         | Pts |
| --- | ------------ | --- |
| 1   | Serbia       | 97  |
| 2   | Armenia      | 81  |
| 3   | Georgia      | 74  |
| 4   | Bielorrusia  | 70  |
| 5   | Malta        | 66  |
| 6   | Rusia        | 65  |
| 7   | España       | 63  |
| 8   | Ucrania      | 58  |
| 9   | Croacia      | 44  |
| 10  | Países Bajos | 39  |

Macedonia del Norte ha recibido más puntos de...
| N.º | País         | Pts |
| --- | ------------ | --- |
| 1   | Serbia       | 66  |
| 2   | Albania      | 48  |
| 3   | Malta        | 47  |
| 4   | Rusia        | 39  |
| 4   | Países Bajos | 39  |
| 5   | Bielorrusia  | 36  |
| 6   | Armenia      | 35  |
| 6   | Ucrania      | 35  |
| 7   | Rumania      | 32  |
| 8   | Polonia      | 29  |
| 9   | Portugal     | 27  |
| 10  | Irlanda      | 25  |

## Portavoces
| Año  | Portavoz               | 12 Puntos |
| ---- | ---------------------- | --------- |
| 2024 | ??                     |           |
| 2023 | ??                     | Armenia   |
| 2022 | Mariam Mamadashvili    | Armenia   |
| 2021 | Efendi                 | Rusia     |
| 2019 | Magdalena              | Serbia    |
| 2018 | Arina Pehtereva        | Italia    |
| 2017 | Kjara Blazev           | Rusia     |
| 2016 | Antonija Dimitrijevska | Rusia     |
| 2015 | Aleksandrija Caliovski | Serbia    |
| 2013 | Sofija Spasenoska      | Malta     |
| 2011 | Anja Veterova          | Bulgaria  |
| 2010 | Sara Markoska          | Serbia    |
| 2009 | Jovana Krstevska       | Bélgica   |
| 2008 | Marija Zafirovska      | Serbia    |
| 2007 | Mila Zafirovic         | Serbia    |
| 2006 | Denis Dimoski          | Croacia   |
| 2005 | Vase Dokovski          | Dinamarca |
| 2004 | Filip                  | Croacia   |
| 2003 | Desconocido            | Croacia   |

- Datos: Q838023
- Multimedia: North Macedonia in the Junior Eurovision Song Contest / Q838023